# Pont d'Aksaï
Pour les articles homonymes, voir Aksaï (homonymie).
Le pont d'Aksaï est un pont pour les automobiles qui traverse le fleuve du Don, qui se trouve dans la ville de Rostov-sur-le-Don en Russie. Sa longueur totale est de 580 m.  En 1964, sur 1062 km de la route du Don, ce pont à deux voies a été construit, et est conçu pour laisser passer jusqu'à 7000 voitures par jour avec une charge maximale de 6 tonnes par axe. En 1995, en plus de l'ancienne, une nouvelle traversée à trois voies a été construite.

## Appellation
Il a été nommé du nom d'Aksaï, nom de la ville qui est situé pas très loin du pont. La ville d'Aksaï à son tour a été nommée du nom de la rivière Aksaï.
Le mot Aksaï vient d'un mot turque Saï qui veut dir « ravin » et du mot Ak qui veut dire « vivant » ou « blanc ». Le mot Aksaï veut dire ravin vivant ou ravin blanc.

## Rénovation
Le pont a été rénové le 25 février 2015, et a couté la somme totale de 2.94 milliards de roubles russes.